# Labeobarbus longissimus
Labeobarbus longissimus är en fiskart som först beskrevs av Nagelkerke och Sibbing, 1997.  Labeobarbus longissimus ingår i släktet Labeobarbus och familjen karpfiskar. IUCN kategoriserar arten globalt som otillräckligt studerad. Inga underarter finns listade i Catalogue of Life.